# Owe Wallberg
Owe Vilhelm Wallberg, född 20 februari 1920 i Göteborg, död 5 juli 2016 i Alingsås, var en svensk missionär och målare.
Han var son till handlaren Oscar Vilhelm Wallberg och Edit Thor och från 1957 gift med läraren Mary Carola Elisabeth Sahrling. Wallberg studerade vid Slöjdföreningens skola i Göteborg 1938 och vid Stenebyskolan i Dals Långed 1958. Vid sidan av sin verksamhet som pastor inom Filadelfiarörelsen och sedan början av 1950-talet missionär och slöjdlärare i Etiopien var han verksam som konstnär. Separat ställde han ut ett 15-tal gånger i bland annat Kortedala, Ed, Värnamo, Jönköping, Osby och Ödeshög. Bland hans offentliga arbeten märks en rad målningar i olika frikyrkoförsamlingar samt en dekoration vid yrkesskolan i Awassa, Etiopien. Hans konst består av porträtt, realistiska landskapsvyer och figurmotiv med enkel oftast religiös symbolik.